# 維多弗拉德代拉馬里納鄉 (蒂米什縣)
維多弗拉德代拉馬里納鄉（羅馬尼亞語：Comuna Victor Vlad Delamarina）是羅馬尼亞的鄉份，位於該國西部，由蒂米什縣負責管轄，面積145平方公里，海拔高度141米，2002年人口2,762，人口密度每平方公里19人。